# Scybalocanthon adisi
Scybalocanthon adisi – rodzaj chrząszczy z rodziny poświętnikowatych i podrodziny Scarabaeinae. 

## Taksonomia
Gatunek ten opisany został po raz pierwszy w 2019 roku przez Fernanda A.B. Silvę i Marcely’ego Valoisa na łamach „Zootaxa”. Jako lokalizację typową wskazano Rio Tarumã Mirim na północny zachód od Manaus w brazylijskim stanie Amazonas. Epitet gatunkowy nadano na cześć Joachima Adisa, który odłowił materiał typowy.

## Morfologia
Chrząszcz o ciele długości od 6 do 8,9 mm, w zarysie owalnym z zaokrąglonymi bokami, matowym wskutek mikroziarenkowania. Głowa jest ciemnobrązowa, o nadustku zaopatrzonym w dwa małe, trójkątne, pośrodkowe ząbki na krawędzi przedniej. Przedplecze jest żółte lub jasnobrązowe, o przednich narożach mających kąt 85° i regularnie zakrzywionych brzegach bocznych. Ciemnobrązowe pokrywy mają cienkie, słabo wgłębione, matowe, niewyraźnie punktowane rzędy, z których ósmy zaciera się w przedniej ⅓ i pozbawiony jest na przedzie żeberka, oraz pokryte oprócz mikroziarenkowania oczkowatymi punktami międzyrzędy. Hypomery są żółte lub jasnobrązowe z ciemnobrązowym brzegiem wewnętrznym. Przedpiersie, cały spód śródtułowia oraz metepisternity są ciemnobrązowe, natomiast zapiersie, spód odwłoka i pygidium mają kolor żółty lub jasnobrązowy. Ubarwienie odnóży cechują żółte lub jasnobrązowe golenie i środkowe części ud oraz ciemnobrązowe pozostałe części ud i krętarze. Genitalia samca mają symetryczne i podługowato prawie prostokątne, na szczycie ukośnie ścięte paramery o prawie prostych krawędziach grzbietowych i brzusznych. W endofallusie występuje okrągły z niemal prostą rączką skleryt peryferyjny górny prawy, I-kształtny skleryt peryferyjny frontolateralny bez szczecinek czy mikroszczecinek w pobliżu, naprzeciwległe i podłużne skleryty osiowy i podosiowy oraz skleryt dodatkowy.

## Ekologia i występowanie
Owad spotykany w lasach.
Gatunek neotropikalny, znany z brazylijskiego stanu Amazonas oraz ekwadorskiej prowincji Pastaza.